# FIBA Euroleague 1996/97
Die Saison 1996/97 war die 40. Spielzeit der FIBA Euroleague, die von der FIBA Europa veranstaltet und bis 1991 als FIBA Europapokal der Landesmeister sowie von 1991 bis 1996 als FIBA European Championship bezeichnet wurde. Mit dieser Saison entfernte sich der Wettbewerb endgültig von der ursprünglichen Absicht ein Europapokal nur für Landesmeister zu sein. Nur die Meister der zwölf besten europäischen Ligen konnten sich qualifizieren, dazu die Zweit- und Drittplatzierten der besten Ligen.
Den Titel gewann zum ersten Mal Olympiakos Piräus aus Griechenland.

## Format

### Teilnehmer
Es nahmen 24 Mannschaften am Wettbewerb teil, darunter der Titelverteidiger aus dem Vorjahr und die Meister der zwölf besten nationalen Ligen. Die besten nationalen Ligen in Europa durften zudem bis zu zwei weitere Mannschaften teilnehmen lassen. Die Anzahl an Vereinen pro Nationen in der Übersicht:
- 3 Teilnehmer:  Griechenland,  Frankreich,  Italien,  Spanien
- 2 Teilnehmer:  Deutschland,  Kroatien,  Russland,  Türkei
- 1 Teilnehmer:  Belgien,  Israel,  BR Jugoslawien,  Slowenien

### Modus
- Erste Gruppenphase:
  - Es wurden vier Gruppen mit je sechs Mannschaften gebildet. Das Format war ein Rundenturnier, jeder spielte zweimal gegen jeden, sodass ein jedes Team 10 Spiele absolvierte. Nach dieser Gruppenphase war noch keine Mannschaft ausgeschieden, stattdessen wurden alle Mannschaften in die zweite Gruppenphase mit anderen Gruppenzusammensetzungen transferiert, wobei die bisher erspielten Resultate „mitgenommen“ wurden.
- Zweite Gruppenphase:
  - Es wurden erneut vier Gruppen mit je sechs Mannschaften gebildet. Die drei Besten einer Gruppe trafen dabei auf die drei Schlechtesten einer anderen Gruppe. Spiele gab es von nun an nur noch zwischen „neuen“ Gegner, Mannschaften die sich bereits in der ersten Gruppenphase duellierten trafen also nicht nochmal aufeinander. Die vier Gruppenbesten einer jeden Gruppe erreichten das Achtelfinale.
- Achtelfinale, Viertelfinale und Final Four:
  - Das Achtel- und Viertelfinale wurde im „Best-of-Three“ ausgetragen. Im Achtelfinale trafen dabei die Gruppenersten auf die Gruppenvierten und die Gruppenzweiten auf die Gruppendritten aus jeweils anderen Gruppen. Das erste Spiel fand in der Halle des jeweils besser Platzierten statt, dass zweite in der Halle des Schlechterplatzierten und das falls nötig dritte Spiel wieder in der Halle des Besserplatzierten. Die vier Sieger des Viertelfinals erreichten das Final Four, aus welchem der Sieger des Wettbewerbs hervorging.

## Gruppenphase

### 1. Gruppenphase
| - 1. Spieltag: 19. September 1996 - 2. Spieltag: 26. September 1996 - 3. Spieltag: 3. Oktober 1996 - 4. Spieltag: 10. Oktober 1996 - 5. Spieltag: 17. Oktober 1996 | - 6. Spieltag: 7. November 1996 - 7. Spieltag: 14. November 1996 - 8. Spieltag: 21. November 1996 - 9. Spieltag: 5. Dezember 1996 - 10. Spieltag: 12. Dezember 1996 |

#### Gruppe A
| Team                             | Sp | S | N | P+  | P-  |
| -------------------------------- | -- | - | - | --- | --- |
| 1. Stefanel Milano               | 10 | 7 | 3 | 775 | 727 |
| 2. ZSKA Moskau                   | 10 | 6 | 4 | 761 | 734 |
| 3. Maccabi Elite Tel Aviv        | 10 | 6 | 4 | 755 | 734 |
| 4. Ülker SK                      | 10 | 4 | 6 | 767 | 766 |
| 5. Limoges CSP                   | 10 | 4 | 6 | 757 | 788 |
| 6. Panionios Ethniki Asfalistiki | 10 | 3 | 7 | 729 | 795 |

|          | Milano | Moskau | Tel Aviv | Ülker | Limoges     | Athen |
| -------- | ------ | ------ | -------- | ----- | ----------- | ----- |
| Milano   | *      | 87:74  | 85:88    | 67:65 | 79:66       | 90:66 |
| Moskau   | 70:55  | *      | 89:80    | 71:76 | 74:65       | 96:66 |
| Tel Aviv | 78:68  | 77:78  | *        | 71:65 | 69:77       | 69:57 |
| Ülker    | 67:73  | 73:76  | 84:80    | *     | 99:91 n. V. | 87:69 |
| Limoges  | 74:85  | 83:66  | 62:69    | 84:80 | *           | 78:75 |
| Athen    | 79:86  | 72:67  | 69:74    | 84:71 | 92:77       | *     |

#### Gruppe B
| Team                      | Sp | S | N  | P+  | P-  |
| ------------------------- | -- | - | -- | --- | --- |
| 1. Teamsystem Bologna     | 10 | 7 | 3  | 773 | 742 |
| 2. Estudiantes Argentaria | 10 | 6 | 4  | 798 | 821 |
| 3. KK Cibona Zagreb       | 10 | 6 | 4  | 713 | 679 |
| 4. Alba Berlin            | 10 | 6 | 4  | 755 | 723 |
| 5. Olympiakos Piräus      | 10 | 5 | 5  | 770 | 711 |
| 6. Spirou BC Charleroi    | 10 | 0 | 10 | 699 | 832 |

|           | Bologna | Madrid | Zagreb | Berlin | Piräus      | Charleroi |
| --------- | ------- | ------ | ------ | ------ | ----------- | --------- |
| Bologna   | *       | 100:86 | 54:66  | 82:72  | 81:72 n. V. | 87:78     |
| Madrid    | 66:75   | *      | 78:71  | 82:75  | 87:78       | 94:72     |
| Zagreb    | 64:72   | 81:66  | *      | 78:68  | 63:61       | 75:66     |
| Berlin    | 81:64   | 78:79  | 79:71  | *      | 62:61       | 94:73     |
| Piräus    | 96:80   | 110:78 | 62:61  | 64:67  | *           | 87:60     |
| Charleroi | 61:78   | 75:82  | 73:77  | 69:79  | 72:79 n. V. | *         |

#### Gruppe C
| Team                   | Sp | S | N  | P+  | P-  |
| ---------------------- | -- | - | -- | --- | --- |
| 1. Panathinaikos Athen | 10 | 8 | 2  | 736 | 693 |
| 2. Smelt Olimpija      | 10 | 7 | 3  | 753 | 669 |
| 3. ASVEL Lyon          | 10 | 7 | 3  | 738 | 718 |
| 4. FC Barcelona        | 10 | 4 | 6  | 767 | 734 |
| 5. Croatia Osiguranje  | 10 | 4 | 6  | 630 | 705 |
| 6. Bayer 04 Leverkusen | 10 | 0 | 10 | 704 | 809 |

|            | Athen | Smelt | Lyon  | Barcelona   | Split | Leverkusen |
| ---------- | ----- | ----- | ----- | ----------- | ----- | ---------- |
| Athen      | *     | 75:67 | 66:72 | 79:75       | 72:50 | 87:79      |
| Smelt      | 74:76 | *     | 73:60 | 77:65       | 81:53 | 86:70      |
| Lyon       | 74:80 | 70:69 | *     | 91:90 n. V. | 78:59 | 72:64      |
| Barcelona  | 77:58 | 70:71 | 78:81 | *           | 68:70 | 90:71      |
| Split      | 58:65 | 53:66 | 73:61 | 65:75       | *     | 86:79      |
| Leverkusen | 67:78 | 77:89 | 66:79 | 71:79       | 60:63 | *          |

#### Gruppe D
| Team                   | Sp | S | N | P+  | P-  |
| ---------------------- | -- | - | - | --- | --- |
| 1. Efes Pilsen         | 10 | 8 | 2 | 793 | 735 |
| 2. KK Partizan Belgrad | 10 | 6 | 4 | 777 | 762 |
| 3. Kinder Bologna      | 10 | 5 | 5 | 798 | 773 |
| 4. EB Pau-Orthez       | 10 | 5 | 5 | 780 | 767 |
| 5. Caja Sevilla        | 10 | 4 | 6 | 731 | 723 |
| 6. Dynamo Moskau       | 10 | 2 | 8 | 711 | 830 |

|         | Efes  | Belgrad | Bologna | Orthez      | Sevilla     | Moskau |
| ------- | ----- | ------- | ------- | ----------- | ----------- | ------ |
| Efes    | *     | 93:77   | 75:60   | 78:76 n. V. | 69:66       | 87:84  |
| Belgrad | 76:72 | *       | 78:70   | 84:75       | 66:72       | 97:64  |
| Bologna | 75:89 | 100:83  | *       | 86:74       | 93:75       | 89:74  |
| Orthez  | 80:78 | 73:77   | 89:83   | *           | 85:79       | 94:71  |
| Sevilla | 68:70 | 72:67   | 72:64   | 61:69       | *           | 91:61  |
| Moskau  | 73:82 | 71:72   | 64:78   | 70:65       | 79:75 n. V. | *      |

### 2. Gruppenphase
| - 1. Spieltag: 9. Januar 1997 - 2. Spieltag: 16. Januar 1997 - 3. Spieltag: 23. Januar 1997 | - 4. Spieltag: 6. Februar 1997 - 5. Spieltag: 13. Februar 1997 - 6. Spieltag: 20. Februar 1997 |

#### Gruppe E
| Team                 | Sp | S  | N  | P+   | P-   |
| -------------------- | -- | -- | -- | ---- | ---- |
| 1. Stefanel Milano   | 16 | 11 | 5  | 1234 | 1175 |
| 2. Alba Berlin       | 16 | 10 | 6  | 1193 | 1167 |
| 3. Olympiakos Piräus | 16 | 9  | 7  | 1236 | 1131 |
| 4. Maccabi Tel Aviv  | 16 | 9  | 7  | 1209 | 1173 |
| 5. ZSKA Moskau       | 16 | 8  | 8  | 1177 | 1175 |
| 6. Spirou Charleroi  | 16 | 1  | 15 | 1123 | 1297 |

|           | Milano | Berlin | Piräus | Tel Aviv | Moskau | Charleroi |
| --------- | ------ | ------ | ------ | -------- | ------ | --------- |
| Milano    | *      | 80:91  | 73:71  | —        | —      | 73:63     |
| Berlin    | 68:78  | *      | —      | 70:65    | 78:76  | —         |
| Piräus    | 87:84  | —      | *      | 69:60    | 82:51  | —         |
| Tel Aviv  | —      | 78:62  | 82:78  | *        | —      | 87:70     |
| Moskau    | —      | 67:69  | 70:79  | —        | *      | 80:66     |
| Charleroi | 68:71  | —      | —      | 90:82    | 67:72  | *         |

#### Gruppe F
| Team                             | Sp | S  | N  | P+   | P-   |
| -------------------------------- | -- | -- | -- | ---- | ---- |
| 1. Teamsystem Bologna            | 16 | 12 | 4  | 1262 | 1163 |
| 2. KK Cibona Zagreb              | 16 | 10 | 6  | 1166 | 1126 |
| 3. Estudiantes Argentaria        | 16 | 9  | 7  | 1309 | 1284 |
| 4. Limoges CSP                   | 16 | 8  | 8  | 1226 | 1235 |
| 5. Ülker SK                      | 16 | 5  | 11 | 1196 | 1243 |
| 6. Panionios Ethniki Asfalistiki | 16 | 4  | 12 | 1162 | 1325 |

|         | Bologna | Zagreb | Madrid      | Limoges | Ülker       | Athen |
| ------- | ------- | ------ | ----------- | ------- | ----------- | ----- |
| Bologna | *       | —      | —           | 90:76   | 69:61       | 94:58 |
| Zagreb  | —       | *      | —           | 72:66   | 82:81 n. V. | 85:58 |
| Madrid  | —       | —      | *           | 68:70   | 97:63       | 92:70 |
| Limoges | 81:70   | 85:61  | 91:85       | *       | —           | —     |
| Ülker   | 73:78   | 73:77  | 78:74 n. V. | —       | *           | —     |
| Athen   | 72:88   | 84:76  | 91:95       | —       | —           | *     |

#### Gruppe G
| Team                   | Sp | S  | N  | P+   | P-   |
| ---------------------- | -- | -- | -- | ---- | ---- |
| 1. Panathinaikos Athen | 16 | 13 | 3  | 1218 | 1134 |
| 2. ASVEL Lyon          | 16 | 12 | 4  | 1225 | 1188 |
| 3. Smelt Olimpija      | 16 | 10 | 6  | 1219 | 1119 |
| 4. Caja Sevilla        | 16 | 7  | 9  | 1203 | 1194 |
| 5. EB Pau-Orthez       | 16 | 6  | 10 | 1240 | 1251 |
| 6. Dynamo Moskau       | 16 | 3  | 13 | 1140 | 1310 |

|         | Athen | Lyon        | Smelt | Sevilla | Orthez | Moskau |
| ------- | ----- | ----------- | ----- | ------- | ------ | ------ |
| Athen   | *     | —           | —     | 90:71   | 75:71  | 71:67  |
| Lyon    | —     | *           | —     | 83:81   | 67:65  | 82:52  |
| Smelt   | —     | —           | *     | 67:70   | 96:86  | 80:72  |
| Sevilla | 78:87 | 91:68       | 81:76 | *       | —      | —      |
| Orthez  | 66:78 | 95:97       | 77:71 | —       | *      | —      |
| Moskau  | 88:81 | 86:90 n. V. | 64:76 | —       | —      | *      |

#### Gruppe H
| Team                   | Sp | S  | N  | P+   | P-   |
| ---------------------- | -- | -- | -- | ---- | ---- |
| 1. Efes Pilsen         | 16 | 12 | 4  | 1250 | 1156 |
| 2. KK Partizan Belgrad | 16 | 9  | 7  | 1257 | 1228 |
| 3. FC Barcelona        | 16 | 8  | 8  | 1244 | 1225 |
| 4. Kinder Bologna      | 16 | 7  | 9  | 1274 | 1259 |
| 5. Croatia Osiguranje  | 16 | 7  | 9  | 1055 | 1124 |
| 6. Bayer 04 Leverkusen | 16 | 2  | 14 | 1175 | 1312 |

|            | Efes  | Belgrad | Barcelona | Bologna | Croatia | Leverkusen |
| ---------- | ----- | ------- | --------- | ------- | ------- | ---------- |
| Efes       | *     | —       | 96:70     | —       | 74:64   | 91:68      |
| Belgrad    | —     | *       | 91:87     | —       | 71:82   | 89:76      |
| Barcelona  | 69:67 | 75:73   | *         | 73:72   | —       | —          |
| Bologna    | —     | —       | 92:103    | *       | 73:57   | 90:100     |
| Croatia    | 78:56 | 76:75   | —         | 68:70   | *       | —          |
| Leverkusen | 72:73 | 70:81   | —         | 85:79   | —       | *          |

## Achtelfinale
- 1. Spiel: 6. März 1997
- 2. Spiel: 11. März 1997
- 3. Spiel: 13. März 1997

|                                         | Serie | 1     | 2     | 3     |
| --------------------------------------- | ----- | ----- | ----- | ----- |
| KK Cibona Zagreb – Smelt Olimpija       | 1:2   | 61:58 | 66:69 | 61:62 |
| Stefanel Milano – Kinder Bologna        | 2:1   | 67:59 | 76:83 | 78:76 |
| KK Partizan Belgrad – Olympiakos Piräus | 1:2   | 71:81 | 61:60 | 69:74 |
| Panathinaikos Athen – Limoges CSP       | 2:0   | 68:67 | 70:55 | —     |
| Alba Berlin – FC Barcelona              | 0:2   | 77:95 | 62:72 | —     |
| Teamsystem Bologna – Caja Sevilla       | 2:0   | 73:70 | 79:75 | —     |
| ASVEL Lyon – Estudiantes Argentaria     | 2:1   | 97:74 | 77:79 | 75:71 |
| Efes Pilsen – Maccabi Elite Tel Aviv    | 2:1   | 76:67 | 65:78 | 84:69 |

## Viertelfinale
- 1. Spiel: 27. März 1997
- 2. Spiel: 1. April 1997
- 3. Spiel: 3. April 1997

|                                         | Serie | 1     | 2     | 3     |
| --------------------------------------- | ----- | ----- | ----- | ----- |
| Stefanel Milano – Smelt Olimpija        | 1:2   | 94:90 | 69:73 | 61:77 |
| Teamsystem Bologna – FC Barcelona       | 1:2   | 70:65 | 73:75 | 62:87 |
| Efes Pilsen – ASVEL Lyon                | 1:2   | 87:71 | 70:80 | 57:62 |
| Panathinaikos Athen – Olympiakos Piräus | 0:2   | 49:69 | 57:65 | —     |

## Final Four
Das Final Four fand vom 22. bis 24. April 1997 im Palazzo dello Sport in Rom, Italien, statt.

### Halbfinale
Die Halbfinalspiele fanden am 22. April 1997 statt.
|                   | Ergebnis |                |
| ----------------- | -------- | -------------- |
| Olympiakos Piräus | 74:65    | Smelt Olimpija |
| FC Barcelona      | 77:70    | ASVEL Lyon     |

### Spiel um Platz 3
Das Spiel um Platz 3 fand am 24. April 1997 statt.
|                | Ergebnis |            |
| -------------- | -------- | ---------- |
| Smelt Olimpija | 86:79    | ASVEL Lyon |

### Finale
| Paarung           | Olympiakos Piräus – FC Barcelona |
| Ergebnis          | 73:58 |
| Datum             | 22. April 1997 |
| Halle             | Palazzo dello Sport, Rom |
| Zuschauer         | 12.500 |
| Olympiakos Piräus | David Rivers 26 Punkte, Giorgos Sigalas 7, Franko Nakić, Dragan Tarlać 11, Panagiotis Fasoulas 6, Efthimis Bakatsias 1, Dimitris Papanikolaou 11, Nasos Galakteros, Milan Tomić 9, Chris Welp 2 Trainer: Dušan Ivković |
| FC Barcelona      | Aleksandar Đorđević 6, Xavi Fernández, Artūras Karnišovas 14, Andrés Jiménez 16, Ramón Rivas 6, Rafa Jofresa 9, Roger Esteller 3, Enrique Andreu 2, Manel Bosch, Roberto Dueñas 2 Trainer: Aíto García Reneses         |

### Auszeichnungen

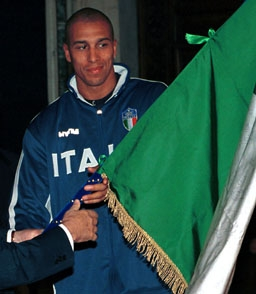
Saison-Topscorer: Carlton Myers

#### Alphonso Ford Top Scorer Trophy (Topscorer Saison)
- Carlton Myers (Teamsystem Bologna)

#### Final FourMVP
- David Rivers (Olympiakos Piräus)

#### Topscorer des Endspiels
- David Rivers (Olympiakos Piräus): 26 Punkte

#### All-Final Four Team
- David Rivers (Olympiakos Piräus)
- Dimitris Papanikolaou (Olympiakos Piräus)
- Brian Howard (ASVEL Lyon)
- Andrés Jiménez (FC Barcelona)
- /  Dragan Tarlać (Olympiakos Piräus)